# Jacint Torres i Reyató
Jacint Torres i Reyató   (Barcelona, 19 de setembre de 1850 - Barcelona, 22 de gener de 1926) fou un poeta, forjador i mestre d'obres català.

## Biografia
Fill de Jacint Torres i Soteras, natural d'Igualada, i de Caterina Reyetó, de Barcelona. Casat amb Vicenta Vilaró i Coll, filla de Pasqual Vilaró i Piera i de Ramona Coll i Riba, varen ser pares de Ramir Torres i Vilaró.
Fou membre fundador de la societat La Jove Catalunya (1870), de la qual fou secretari. Col·laborà des del 1871 a La Renaixensa, i també fou mantenidor als Jocs Florals de Barcelona els anys 1881, 1891, 1901, 1908 i 1915. Participà assíduament a certamens poètics d'arreu de Catalunya. Als Jocs Florals de Barcelona va aconseguir diversos premis i el 1890 va ser nomenat Mestre en Gai Saber.

## Obres
La seva producció, que inclou poesia narrativa i lírica, fou recollida en part a Lectura Popular i, pòstumament, a Poesies (1926). Recollí també un gran nombre de llegendes populars catalanes, que no foren publicades.
Obres presentades als Jocs Florals de Barcelona
- Joguina, 1889, Flor Natural
- La Seu barcelonina, 1918, primer accèssit a la Viola d'or i d'argent
- La cripta, 1919
- Matí de Corpus, 1920
- La aucellada, 1920, 1921 i 1922
- La festa d'or, 1921
- Modernitat, 1923
- Corpus, 1923
- Diada de Santa Llúcia, 1924
- Voltants de la Seu, 1924
- Rosada santa, 1924